# Комплекс з виробництва добрив у Порсгрунні
Комплекс з виробництва добрив у Порсгрунні – підприємство норвезької хімічної промисловості, яке належить одному з світових лідерів у галузі виробництва добрив компанії Yara.
Розвиток майданчику у Порсгрунні почався в 1929 році, коли тут ввели в дію виробництво аміаку. Технологія виробництва передбачала електроліз води із подальшим використанням водню у процесі Габера — Боша. Далі аміак спрямовували на виробництво нітратної кислоти, яку, в свою чергу, використовували для продукування добрива – нітрату кальцію (кальцієва селітра).
З 1936 року завод узявся за виробництво комплексних добрив із застосуванням нітрофосфатного методу (винайдений норвезьким хіміком Ерлінгом Джонсоном), який передбачає розклад фосфоритів нітратною кислотою (на відміну від широко поширеного застосування для цього сульфатної кислоти). Отримана унаслідок розкладу фосфорна кислота, а також аміак та хлорид калію дозволяють виробляти комплексні азотно-фосфорно-калієві добрива. Особливістю нітрофосфатного методу також є те, що побічним продуктом виступає все та ж кальцієва селітра.
У 1938-му стала до ладу друга лінія комплексних добрив, а у 1968-му – третя. На той час майданчик вже перейшов на виробництво аміаку більш економічно доцільним методом на основі вуглеводнів, для чого в 1965 та 1967 роках ввели в дію дві лінії, одна з яких була розрахована на споживання нафти, а інша використовувала суміш легких нафтопродуктів – naphtha (також є цінною нафтохімічною сировиною і використовується установками парового крекінгу).
В якийсь момент асортимент добрив розширили за рахунок сечовини, сировиною для якої є все той же аміак. Як наслідок, станом на 1982-й річна потужність майданчику в Порсгрунні становила 495 тисяч тон аміаку, 240 тисяч тон сечовини, 1000 тисяч тон комплексних добрив та 500 тисяч тон кальцієвої селітри (а також незначний обсяг – 25 тисяч тон – аміачної селітри).
У 1975 та 1991 роках запустили ще дві лінії нітратної кислоти, а в 1987-му – четверту лінію комплексних добрив.
Наразі річна потужність підприємства становить 530 тисяч тон аміаку, 1300 тисяч тон нітратної кислоти, 2 млн тон комплексних добрив та 1 млн тон кальцієвої селітри. Продукування сечовини припинилось, крім того, виведені з експлуатації дві найбільш старі лінії комплексних добрив.
Виробництво аміаку наразі використовує як сировину зріджені вуглеводневі гази (гомологи метану – етан, пропан, бутан). Вони ж виступають і як паливо, але у цьому випадку разом із багатими на монооксид вуглецю газами сусіднього феросплавного заводу. Водночас концерн Yara працює у напрямку декарбонізації і в 2021-му оголосив про пілотний проект виробництва 25 тисяч тон аміаку шляхом електролізу за рахунок енергії з відновлюваних джерел.
Під час роботи аміачних цехів продукується великий обсяг діоксиду вуглецю – 880 тисяч тон на рік, при цьому 200 тисяч тон уловлюють та пропонують на ринку як діоксид вуглецю харчової якості.
Майданчик розташований на узбережжі Frierfjord (затока Лангесунн-фіорду) і має власні портові потужності, через які щорічно проходить кілька мільйонів тон вантажів, передусім фосфорити, хлорид калію, частина необхідного аміаку та кінцева продукція (завод орієнтований на експорт).